# القمة الثقافية في أبو ظبي
القمة الثقافية أبوظبي هي قمة تجمع قادة من عوالم الفنون والإعلام والسياسة العامة والتكنولوجيا. نظمت وإنتجت من قبل مجموعة روثكوبف (TRG) ومشاريع مشروع كاناليس (TCPV) بالتعاون مع دائرة الثقافة والسياحة في أبو ظبي.
انعقدت القمة الثقافية 2018 في جزيرة السعديات، أبو ظبي، الإمارات العربية المتحدة خلال الفترة من 8 إلى 12 أبريل 2018، وركزت على موضوع "التعاون غير المتوقع". وتضمن الحدث سلسلة من العروض المنسقة والمعارض والعروض الفنية. ومداخلات لفنانين وموسيقيين مشهورين في جميع أنحاء العالم. جاءت العروض من كل مكان، من أوركسترا الاتحاد الأوروبي للشباب إلى أكاديمية بيت العود الموسيقية في أبوظبي، مع تعاونات جديدة تجاوزت الحدود الثقافية والتخصصية.

## المنظمة
خطط للقمة بهدف أن تكون "دافوس الثقافة"، ومكانًا "لتسليط الضوء على قوة الخيال الجماعي كقوة من أجل الخير".

## المشاركون

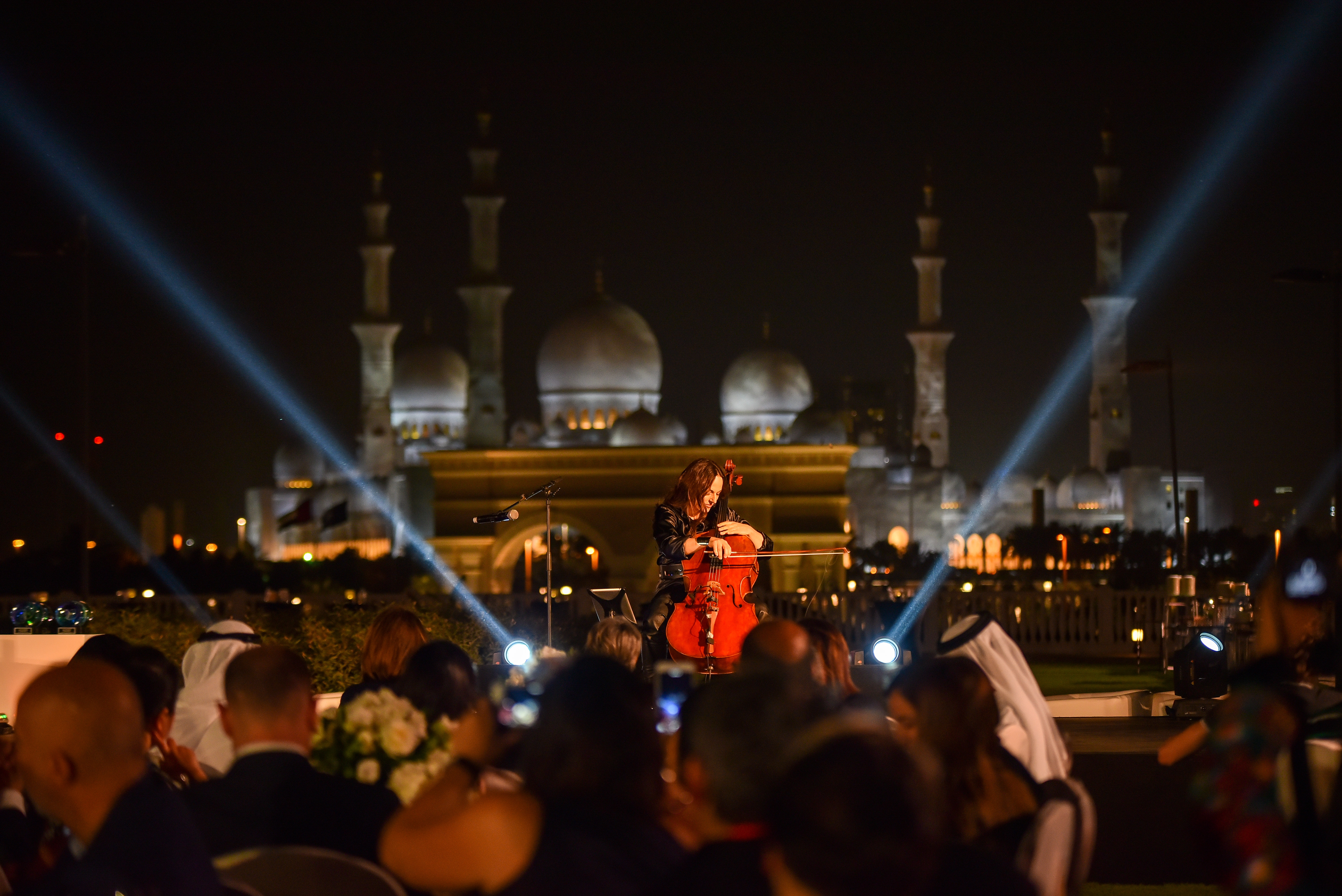
امرأة تعزف على آلة التشيلو أمام مسجد الشيخ زايد في القمة الثقافية 2017 في أبو ظبي، الإمارات العربية المتحدة.

حضر الحدث الافتتاحي لعام 2017 450 مندوبًا من 80 دولة، بما في ذلك الفنان البصري المشهور عالميًا إدريس خان، والملحن وقائد الأوركسترا الحائز على جائزة الأوسكار تان دن، ووزيرة الخارجية الأمريكية السابقة مادلين أولبرايت، وزميلة ماك آرثر، ومصممة الرقصات الحائزة على جوائز ليز ليرمان. معالي الدكتور أنور قرقاش، وزير الدولة للشؤون الخارجية الإماراتي، ومعالي الدكتور زكي أنور نسيبة، مساعد وزير الخارجية والتعاون الدولي الإماراتي. إلا أنها تعرضت لانتقادات بسبب استبعاد الكثير من الفنانين الإماراتيين المحليين. استضافت القمة الثقافية 2017 ممثلين عن المنظمات التالية:
1. مؤسسة أبوظبي للموسيقى والفنون
2. الصندوق العربي للفنون والثقافة
3. هيئة البحرين للثقافة والآثار
4. الأوركسترا السيمفونية الوطنية الصينية
5. تواصل الثقافة
6. مؤسسة فورد
7. المجلس الدولي للموسيقى
8. مركز جون إف كينيدي للفنون المسرحية
9. مركز جامعة نيويورك أبوظبي للفنون
10. ورشة السمسم
11. مؤسسة سولومون ر. غوغنهايم
12. آرت بازل / تيت مودرن
13. اليونسكو
14. جوقة فيينا للبنين
15. مركز ويل للموسيقى، قاعة كارنيجي
16. أوركيسترا الديوان الغربي الشرقي

## القمة الثقافية أبوظبي 2024
انطلقت أعمال القمة السادسة بأبو ظبي بمنارة السعديات من تاريخ 3 مارس حتى 6 مارس 2024 تحت شعار "مسألة وقت" بمشاركة نخبة من قادة الفكر العالمي من أكثر من 90 دولة، وألقى الشاعر اللبناني أدونيس الكلمة الرئيسية الأولى في القمة، وركز فيها على شعار القمة "مسألة وقت" ووضع إطاراً لعلاقة الإنسان بالأزمنة، وقدرته على الإبداع، وضمن فعاليات اليوم الأول للقمة، عقدت جلسة افتتاحية حاورت فيها الإعلامية منى الشاذلي المطرب حسين الجسمي، ضمن برنامج "حوارات إبداعية"، وشارك الأديب النيجيري وول سوينكا، الحائز على جائزة نوبل للآداب في ندوة حوارية إبداعية مع مانثيا دياوارا، الأستاذة في قسم دراسات السينما في كلية تيش للفنون بجامعة نيويورك، لمناقشة تعقيدات الثقافة الأفريقية والقضايا المتعلقة بالهوية.